# Кинешемский драматический театр имени А. Н. Островского
Кинеше́мский драмати́ческий теа́тр и́мени А. Н. Остро́вского расположен в городе Кинешма, Ивановской области. Основан в 1897 году. Является одним из старейших театров России. Это единственный театр, который носит имя Александра Николаевича Островского с первого дня своего существования. Театр создан при участии членов семьи драматурга — его вдовы и брата.

## История

Основатели театра Н. Петин и В. Киселёв

Кинешемский драматический театр имени А. Н. Островского был открыт спустя почти 10 лет после смерти драматурга, 26 декабря 1897 года (8 января 1898 года по новому стилю).
Открытие театра именно в Кинешме связано с жизнью А. Н. Островского в этих краях в течение длительного времени (по некоторым данным, около 20 лет). Усадьба драматурга «Щелыково» находилась на территории Кинешемского уезда. Он проводил здесь по 4—5 месяцев в году, принимая активное участие в общественной деятельности уезда, в частности исполнял обязанности почетного мирового судьи и главы земского собрания.
«Кинешемские реалии» присутствуют во многих произведениях драматурга. Общение А. Н. Островского с уездным дворянством и интеллигенцией оставило значимый след в развитии культурной среды Кинешмы. Именно в связи с этим в 1896 году возник Кинешемский музыкально-драматический кружок имени А. Н. Островского, главной целью которого стало создание в городе «народного театра» в знак памяти и признательности драматургу от кинешемцев. Вдова драматурга М. В. Островская и его сын С. А. Островский стали почётными членами кружка, младший брат М. Н. Островский занимался финансовыми вопросами. Спустя год был открыт и сам театр.
У Кинешемского драматического театра есть традиция — ежегодно начинать сезон со спектакля по одной из пьес драматурга, в честь которого назван. «Бедность не порок» стал самым первым спектаклем театра, был сыгран в день его открытия До конца первого сезона на сцене театра было поставлено 16 спектаклей, по одному раз в неделю, в постановках принимали участие актёры-любители. 4 из 16 спектаклей, не включая самый первый, также были поставлены по пьесам Островского: «Счастливый день», «Светит, да не греет», «Грех да беда на кого не живёт» и «Не всё коту масленица». За первый сезон театр посетили более 6 тыс. зрителей..
Со второго сезона к труппе театра присоединились 4 профессиональных артиста: С. Ф. Пронский (также был задействован в качестве режиссёра), И. А. Поль, М. Н. Люминарская, К. Н. Фёдоров. Второй сезон был открыт 20 сентября 1898 года комедией «На бойком месте».
Большое участие в организации театра и сборе средств на его создание приняла не только семья драматурга (его вдова М. В. Островская и брат М. Н. Островский), но также уездный предводитель дворянства и председатель земской управы П. Ф. Хомутов, камер-юнкер А. Н. Куломзин, промышленник А. И. Коновалов. По некоторым данным, инициатива открытия театра принадлежала, помимо прочего, фабричным инспекторам А. К. Клепикову и Л. М. Лялину, гласному уездного земства В. А. Пазухину, владельцу химического завода В. А. Философову, инженерам Н. П. Петину, Д. М. Кирпичникову и П. Н. Хлебникову, нотариусу Н. П. Городецкому, учителю В. П. Исакову и другим. Вдова драматурга также подарила театру портрет А. Н. Островского, написанный Аркадием Рыловым. Картина хранится в музее при театре, его история отражена в постоянной экспозиции музея.
На Кинешемской сцене в разные годы играли почти все члены семьи Садовских, Вера Пашенная, Елена Гоголева, Михаил Царёв, Эллина Быстрицкая, Елена Коренева, Юрий Соломин и другие артисты.
В 60—70-е годы XX века на кинешемской сцене работали заслуженный артист РСФСР Евгений Чудецкий, супруги Ольга и Евгений Ледовы.
Современное здание театра было построено в 1978 году, архитекторы — Л. Байер, Б. Лёвшин.
В конце 1980-х годов в театр пришли режиссёры, выпускники ГИТИСа — прямые ученики Анатолия Васильева — Владимир Баландин и Пётр Гилев. Были поставлены спектакли по Киплингу, Эбботу, Шекспиру и А. Н. Островскому.
С начала 2010 по конец 2011 года драматический театр был закрыт по решению суда из-за нарушений пожарной безопасности. Губернатор Ивановской области выделил из областного бюджета 105 миллионов рублей на капитальный ремонт здания.
В 2017 году Министерство культуры РФ выделило Кинешемскому драматическому театру 6 млн рублей в рамках государственной программы поддержки муниципальных театров в городах с населением до трехсот тысяч человек, реализуемой при участии Союза театральных деятелей РФ и актёра Евгения Миронова. Для Кинешемского театра сделали исключение, несмотря на то, что он имеет статус регионального.
В апреле 2025 года Бахрушинский театральный музей открыл в Ивановской области новый музей Кинешемского драматического театра им. Островского. Проект был реализован в рамках федеральной программы «Новый музей театра».
Труппа театра занята не только в стационарных постановках, но и в гастрольных версиях спектаклей в Санкт-Петербурге, Москве, Чебоксарах, Перми и других городах России.
В театре проходят различные международные фестивали. Наиболее известные из них — фестиваль камерных театральных форм «Островский-FEST» и фестиваль русской классической драматургии «Горячее сердце».
В 2025 году директором театра является Наталья Суркова.

Наталья Машаткова и Наталья Хиль в спектакле Петра Гилева «Кошка, которая гуляла сама по себе»
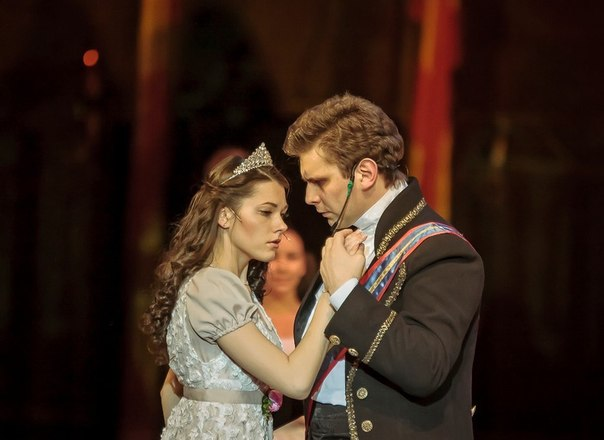
Ольга Савченко и Антон Копчинский в рок-опере «Юнона и Авось»
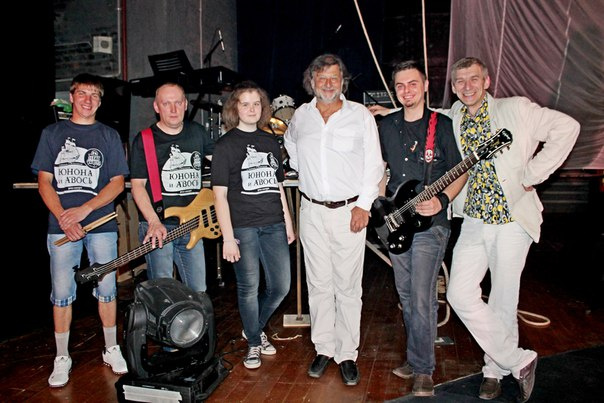
Алексей Рыбников и рок-группа Scene Ghost

## Архитектура
Здание театра расположено возле Волжского бульвара. Этим сооружением уравновешивается архитектурная масса соборного ансамбля. В облике обширной постройки современных форма отражена её функция. В вытянутом параллелепипеде находятся фойе и зрительный зал; над ним возвышается сценическая коробка. Фасады играют на образ театра, их прерывают вертикальные ленты заглубленных оконных проёмов, что отсылает к кулисам.

## Некоторые постановки прошлых лет[4]
- «Бедность не порок», 1897;
- «Счастливый день», 1897;
- «Светит, да не греет», 1897;
- «Грех да беда на кого не живёт», 1897;
- «Не всё коту масленица», 1897;
- «На бойком месте», 1898;
- «Последняя жертва» (1899—1900);
- «Поздняя любовь» (1899—1900);
- «Свои люди — сочтёмся» (1899—1900);
- «Трудовой хлеб» (1899—1900);
- «Тяжёлые дни» (1899—1900);
- «Завтрак у предводителя» (1899—1900);
- «В этой девушке что-то есть» (Рябкина), 1984.
- «Одинокая женщина желает познакомиться» (Брагинского), 1985.
- «Укрощение строптивой» (Шекспира), 1987.
- «Кошка, которая гуляла сама по себе» (Киплинга) в постановке Петра Гилева, 1988.
- «Саркофаг» (Губарева), 1988.
- «Юнона и Авось» (музыка — Алексей Рыбников по поэме А. Вознесенского), 2015.

Режиссёр-постановщик — заслуженный деятель искусств России Иван Соловов.